# Elecciones presidenciales de Estados Unidos de 1904
Las elecciones presidenciales de Estados Unidos de 1904 celebradas el 8 de noviembre de 1904, dieron como resultado la elección para un período completo para Theodore Roosevelt. Roosevelt había logrado la presidencia después del asesinato de William McKinley. El Partido Republicano lo nominó por unanimidad a la presidencia en su convención nacional de 1904. El candidato del Partido Demócrata era Alton B. Parker, el Juez Jefe del Tribunal de Apelaciones de New York, quien hizo un llamamiento para poner fin a lo que él llamó "estado de capricho individual" y "usurpación de autoridad" por el presidente.
Theodore Roosevelt, ganó fácilmente las elecciones, convirtiéndose así en el primer presidente que asumirá el cargo tras la muerte de un presidente de obtener un período completo.